# Јелисавета Теодосић
Јелисавета Орашанин Теодосић (Београд, 13. новембар 1988) српска је глумица.

## Биографија
Глуму је студирала за Факултету драмских уметности и била је у саставу цењене класе 2007, коју је предводио професор Драган Петровић Пеле. У тој класи студирали су још и Ања Алач, Милош Биковић, Миљана Гавриловић, Анка Гаћеша Костић, Тамара Драгичевић, Стојан Ђорђевић, Урош Јаковљевић, Нина Јанковић Дичић, Иван Михаиловић, Матеја Поповић и Миодраг Радоњић. Дипломирала је 2011. године. Заједнички дипломски испит за њу, Ђорђевића и Гаћешу Костић била је представа Неке девојке, по тексту Нила Лабјута.

### Приватни живот
У децембру 2016. у Москви упознала је кошаркаша Милоша Теодосића, који је у то време играо за тамошњи ЦСКА. До сусрета је дошло на кошаркашев захтев, а спојили су их заједнички пријатељи, првенствено модна дизајнерка Милица Опачић. Њих двоје су везу започели одмах по упознавању. Венчали су се 25. јуна 2017. у Београду, у једном ресторану у Топчидеру. Дванаестог фебруара 2019. добили су ћерку Петру, а 8. јануара 2021. и сина Богдана.

## Улоге

### Филмографија
| Год.       | Назив                           | Улога                    | Напомена                               |
| ---------- | ------------------------------- | ------------------------ | -------------------------------------- |
| 2000-е     |                                 |                          |                                        |
| 2009.      | Елипса                          | проститутка              | кратки филм                            |
| 2010-е     |                                 |                          |                                        |
| 2010.      | Златна лига                     | спортисткиња             | кратки филм                            |
| 2010.      | Тотално нови талас              | Марија                   | ТВ серија, главна улога                |
| 2011.      | Здухач значи авантура           | Марија                   |                                        |
| 2011.      | Како су ме украли Немци         | Лепа                     |                                        |
| 2012—2020. | Војна академија                 | Весна Роксандић Роксанда | ТВ серија, главна улога (сез. 1—3 и 5) |
| 2013.      | Певај, брате!                   | Џенифер                  | ТВ серија, 1 еп.                       |
| 2013.      | Војна академија 2               | Весна Роксандић Роксанда |                                        |
| 2015.      | Панама                          | Милица                   |                                        |
| 2015.      | Аманет                          | Ана                      |                                        |
| 2015—2016. | Андрија и Анђелка               | Данка                    | ТВ серија, 18 еп.                      |
| 2016.      | Војна академија 3: Нови почетак | Весна Роксандић Роксанда |                                        |
| 2016—2022. | Убице мог оца                   | Тијана Поповић           | ТВ серија, 19 еп.                      |
| 2018—2019. | Жигосани у рекету               | Сандра                   | ТВ серија, 15 еп.                      |
| 2019.      | Из љубави                       | Мима                     |                                        |
| 2019.      | Ургентни центар                 | Меги                     | ТВ серија, 20 еп.                      |
| 2019.      | Војна академија 5               | Весна Роксандић Роксанда |                                        |
| 2020-е     |                                 |                          |                                        |
| 2020.      | Хотел Београд                   | Ведрана                  |                                        |
| 2020.      | Случај породице Бошковић        | комшиница Цеца           | ТВ серија                              |
| 2021—2024. | Дрим тим                        | Среда                    | ТВ серија, 10 еп.                      |
| 2022.      | Хотел Београд                   | Ведрана                  | мини-серија                            |
| 2023.      | Даница                          | Даница                   |                                        |
| 2024.      | Мочвара                         | Светлана                 | ТВ серија                              |
| у припреми | Апсурдни експеримент            | —                        |                                        |

### Спотови
- Нисам љубоморан — Владо Георгиев (2005)[8]

## Награде
- Награда Зоранов брк: 2013. (за улогу Берте у представи Боинг боинг)[9]